# Woodhenge
A Woodhenge rituális építmény volt, körülbelül 3 km-re északkeletre Stonehenge-től. 1925-ben fedezték fel légifényképezés (Alexander Keiller és Osbert Guy Stanhope Crawford) segítségével. Maud Edith Cunnington kutatta 1926-1929 között. A Woodhenge valószínűleg kultuszhely, szentély vagy gyülekezőhely lehetett. 2006-ban újabb ásatásokat végeztek a területen. Ma a világörökség Stonehenge, Avebury és a megalit-kultúra környező emlékei részeként szabadtéri régészeti bemutatóhely.
Ovális alaprajzú árkait és sáncait az északkeleti oldalon bejárat szakítja meg. Belső terében 168 cölöplyuk nyomait találták, mely 6 koncentrikus cölöpsor képét rajzolta ki. Egyes elképzelések (Cunnington) szerint ovális alakú épület mennyezetét tarthatták. Ezen hipotézis szerint középen nem volt befedve, itt egy három év körüli gyermek maradványait találták meg. A koponyasérülései alapján feláldozhatták. A feltárást követően a maradványok sajnos London második világháborús bombázása alatt megsemmisültek. Az egyik kutatóárokban egy tizenéves csontvázát is feltárták. Kőoszlopok elhelyezését is feltételezik. Irányítottságát és elrendezésbeli hasonlóságát Stonehenge-hez már Cunnington is felismerte. Ezen kívül 1966-ban fél km-re egy újabb építmény nyomaira bukkantak.
A megtalált kerámialeleteken kimutatható a harangedényes kultúra hatása. Ezek alapján az építmény kora a nagy-britanniai neolitikum időszakára, ill. kora bronzkorra tehető.